# Spanglerogyrus albiventris
Spanglerogyrus albiventris är en skalbaggsart som beskrevs av George W. Folkerts. Spanglerogyrus albiventris ingår i släktet Spanglerogyrus och familjen virvelbaggar. Inga underarter finns listade i Catalogue of Life.